# Michael Faust (Flötist)
Michael Faust (* 16. Januar 1959 in Köln) ist ein deutscher Musiker (Flötist), Professor an der Robert Schumann Hochschule Düsseldorf und Begründer des Stipendienprogramms Gargonza Arts.

## Ausbildung
Michael Faust begann seine Ausbildung in seiner Heimatstadt Köln bei Achim Tornow und ab 1972 an der Rheinischen Musikschule bei Cäcilie Lamerichs. 1977 bis 1981 studierte er an der Hamburger Hochschule für Musik und darstellende Kunst bei Karlheinz Zöller. Sein Konzertexamen legte er 1985 ab. In Basel erhielt er Privatstunden bei Auréle Nicolet.

## Laufbahn als Orchestermusiker
Seine Laufbahn als Orchestermusiker führte ihn im Alter von 20 Jahren als Solo-Flötist an das Orchestra di Santa Cecilia in Rom, später an dieser Position zum Hamburger Philharmonischen Orchester, dem Württembergischen Staatsorchester Stuttgart und den Münchner Philharmonikern unter Sergiu Celibidache. Seit 1988 hat er die Stelle des Soloflötisten beim WDR-Sinfonieorchester Köln inne. Während seines Studiums war er Flötist der Jungen Deutschen Philharmonie und Akademist der Berliner Philharmoniker. Mit diesem Orchester bestritt er auch mehrere Tourneen.

## Neue Musik, Widmungen
Mehrere Komponisten schrieben Werke für Michael Faust und das von ihm gegründete Ensemble Contrasts Köln, u. a. York Höller, Manfred Trojahn, Heinz-Martin Lonquich, Bojidar Dimov, Gunther Schuller, Mauricio Kagel und Pēteris Vasks. Dies und die Teilnahme an Festivals wie die Darmstädter Tage für Neue Musik zeigen sein Engagement für die Zeitgenössische Musik. Faust regte ein neues Werk Mauricio Kagels an, das den Titel Das Konzert trägt, da es sich um das erste Solokonzert aus der Feder des argentinisch-deutschen Komponisten handelt. Die Uraufführung fand im Rahmen der Ruhr-Triennale am 2. Oktober 2003 an der Deutschen Oper am Rhein statt.
Im Jahr 2009 hob Michael Faust mit dem WDR-Sinfonieorchester Köln unter Semyon Bychkov in der Philharmonie Köln das ihm gewidmete Flötenkonzert des lettischen Komponisten Peteris Vasks aus der Taufe.

## Solokarriere
Solokonzerte führten ihn seitdem in nahezu alle Länder Europas, nach Nord- und Südamerika, durch Afrika sowie nach Japan.
Höhepunkte seiner Karriere waren außerdem Aufführungen von Jacques Iberts Flötenkonzert mit dem Moskauer Radio-Symphonieorchester unter Vladimir Fedossejev im Tschaikowski-Saal des Moskauer Konservatoriums, Aufführungen von Gunther Schullers Flötenkonzert mit dem Saint Louis Symphony Orchestra und einem Rezital im Kammermusiksaal der New Yorker Carnegie Hall.
Michael Faust bestritt Solokonzerte an diversen Orten wie der Kölner Philharmonie (u. a. Gunther Schullers Flötenkonzert mit dem WDR-Sinfonieorchester Köln unter Hans Vonk und 2005 „Das Konzert“ von Mauricio Kagel mit dem Gürzenich-Orchester unter Markus Stenz), der Kioi-hall in Tokio, dem Teatro Amazonas in Manaus und in Spokane, USA, wo er jährlich Gast beim Northwest Bach Festival ist. Faust trat neben einer Reihe von Kammermusikkonzerten mit dem Ensemble Contrasts Köln u. a. mit der deutschen Erstaufführung des Konzertes für Flöte und Orchester (Klezmer Rondos) des amerikanischen Komponisten Paul Schoenfield und mehreren Konzerten mit Mauricio Kagels Flötenkonzert auf und spielte u. a. Halil von Leonard Bernstein mit dem WDR-Sinfonieorchester Köln unter der Leitung von Carl St. Clair.
Michael Faust gründete das Bläserquintett Zephyr mit Musikern des WDR-Sinfonieorchesters, das große Erfolge feierte. Aktuell tritt er im Duo mit den Partnern Sheila Arnold (Klavier/Hammerflügel) und Andreas Mildner (Harfe) auf.

## CDs
Neben einer großen Reihe von Produktionen für Rundfunk- und Fernsehstationen in ganz Deutschland, Frankreich, den USA und Japan, nahm Michael Faust, nach einer ersten Schallplattenaufnahme mit dem Pianisten Alexander Lonquich, 1990 das Werk 'El Cimarrón’ von Hans Werner Henze auf. Seitdem erschienen eine Vielzahl CD-Einspielungen mit Werken aus allen Epochen. Mit dem Ensemble Contrasts erschien bei cpo eine ausschließlich Elliott Carter gewidmete CD. Mit dem WDR-Sinfonieorchester Köln unter Serge Baudo und Alun Francis nahm Michael Faust bei Capriccio eine CD mit Konzerten für Flöte und Orchester von Jacques Ibert, Carl Nielsen und Leonard Bernstein auf. In den USA erschienen bei dem Label GM Recordings in Boston drei CDs mit Werken der Epoche Bach bis Mozart, die Michael Faust mit dem Cembalisten und langjährigen Duo-Partner Ilton Wjuniski einspielte, wo auch die Aufnahmen zu seiner CD mit Werken von César Franck, Robert Schumann und Sergej Prokofjev entstanden (Klavier: Randall Hodgkinson). Bei dem Label Naxos sind CDs mit Werken von Mauricio Kagel und Peteris Vasks erschienen, bei denen die Konzerte jeweils mit der Sinfonia Finlandia Jyväskylä unter Patrick Gallois gespielt werden.

## Auszeichnungen
- 1977: 1. Bundespreis Jugend musiziert
- 1981: 3. Preis beim Prager Frühling
- 1983: 3. Preis beim Deutschen Musikwettbewerb
- 1986: Pro Musicis-Award in New York

## Lehrtätigkeit
Michael Faust gibt Meisterkurse in Europa, Südamerika, Japan, China und den USA. An der Robert Schumann Hochschule Düsseldorf begann er 1988 im Lehrauftrag mit seiner Lehrtätigkeit, seit 2013 ist er dort ordentlicher Professor in Teilzeit. Außerdem war er mehrere Jahre lang Dozent bei der European Mozart Foundation in Prag und Warschau. Er gibt jährlich Kurse im Forum Artium (Georgsmarienhütte) und am Konservatorium Kalamata sowie regelmäßig bei der Europäischen Akademie Palazzo Ricci in Montepulciano.

## Stipendienprojekt
Im Jahre 2011 gründete Michael Faust das Stipendienprogramm Gargonza Arts. Der Verein führt das Projekt Gargonza Arts durch. Dieses Artists-in-Residence-Projekt vergibt jährlich Preise und Stipendien an junge, hochbegabte Künstler verschiedener Kunstdisziplinen. Trägerverein des Projekts Gargonza Arts Köln ist Interartes, dessen Vorsitzender Faust ist.